# Gerswalde
Gerswalde es un municipio situado en el distrito de Uckermark, en el estado federado de Brandeburgo (Alemania), a una altitud de 50 metros. Su población a finales de 2016 era de 1600 habs. y su densidad poblacional, 16 hab/km².